# Rivière Sakami
Pour les articles homonymes, voir Sakami.
La rivière Sakami est un cours d'eau de la municipalité de Eeyou Istchee Baie-James, dans la région administrative du Nord-du-Québec, au Québec, au Canada.

## Géographie

### Zone de tête de la rivière
Cette grande rivière du Nord-du-Québec prend sa source d'un ensemble de plans d'eau sur le versant nord-ouest des Monts Otish dont les plus hauts sommets de cette zone varient entre 700 m et plus de 1 000 m d'altitude. Ces montagnes situés au centre géographique du Québec, constituent la ligne de départage des eaux entre :
- la rivière Sakami laquelle coule vers l'ouest ;
- la rivière Eastmain laquelle coule vers l'ouest ;
- la rivière aux Outardes laquelle descend vers le sud pour se déverser dans le fleuve Saint-Laurent ;
- la rivière Péribonka laquelle descend vers l'ouest pour se déverser dans le lac Saint-Jean ;
- la rivière Témiscamie laquelle descend vers le sud ;
- la rivière Mouchalagane laquelle coule vers le sud-est. Elle draine notamment la rivière Otish, les lacs Atticoupis, "des Taillis" et Giriar.

L'ensemble de plans d'eau de tête de la rivière Sakami qui comprend notamment le lac Joubert (altitude : 493 m), est situé à l'ouest du lac Nichicun (altitude : 527 m), à l'ouest du lac Cabanac, au nord-ouest du lac Boisbriand (altitude : 535 m), à l'ouest du lac de la Pointe (altitude : 527 m), au nord-ouest du lac Sureau (altitude : 538 m) et au nord-ouest du lac Naococane (altitude : 543 m). Le lac Joubert est situé à environ 300 km à l'est du lac Sakami, à 240 km au nord-est du lac Mistassini et au sud du réservoir de Caniapiscau.
La cartographie de la tête de la rivière Sakami est fort complexe car le courant traverse de nombreux lacs et de nombreuses décharges viennent se greffer à la rivière Sakami dans son cours vers l'ouest.

### Cours de la rivière Sakami
Au nord du lac de la Frégate, la rivière Sakami est partiellement déviée vers la rivière de Pontois laquelle coule vers le nord pour alimenter le réservoir La Grande 3. Toutefois, le cours naturel de la rivière Sakami se continue vers l'ouest, contournant le nord du lac de la Frégate et contournant par le sud le réservoir La Grande 3. La rivière Sakami va se déverser sur la rive nord-est du lac Sakami.

### Embouchure de la rivière Sakami
La partie nord du lac Sakami est partiellement connecté au réservoir Robert-Bourassa (anciennement La Grande 2), où le courant se déverse après avoir traversé la zone nord-est du lac Sakami. D'une superficie de 533 km2, le lac Sakami s'étend du nord au sud dans une région de marais, juste au sud du réservoir Robert-Bourassa, au nord-est du lac du Vieux Comptoir, au nord du lac Boyd, au nord du réservoir Opinaca et à 40 km à l'est du lac Yasinski. Le lac Sakami est aussi situé à l'est de la tête de la rivière au Castor et de la rivière Maquatua ; ainsi qu'au nord-est de la rivière du Vieux Comptoir, de la rivière Conn et de la rivière Opinaca.
Le village cri d'Eastmain et la baie James sont situés à environ 135 km au sud-ouest de la rive ouest du lac Sakami. Outre les eaux de la rivière Sakami, le lac Sakam reçoit aussi les eaux du cours supérieur de la rivière Eastmain, laquelle a été détournée vers le bassin versant de La Grande Rivière.
Au milieu des années 1970, dans le cadre de la construction d'infrastructure hydroélectrique dans le bassin de La Grande Rivière, le hameau Sakami a été établi à une quarantaine de kilomètres au nord-est du lac Sakami.

## Toponymie
D'origine cri, ce toponyme signifie déformé par le vent. Certaines sources y attribuent la signification de grand.
Une carte de la province de Québec de 1942 atteste qu'au moins deux segments de la rivière Sakami portaient des appellations cris :
- "Namaw Tastichisinun" : segment situé un peu à l'est du lac Kawapakamich, signifiant l'esturgeon l'a tiré vers l'aval de la rivière. Une veille légende locale indique qu'un esturgeon s'étant accroché à une ligne de pêche a tiré le pêcheur jusqu'à cet endroit ;
- "Mitukap Anisukapuch" : segment signifiant la charpente de deux tipis s'élève ici, situé plus au sud-est de la précédente et à peu de distance au nord du lac De Vaulx. Le tipi représente l'un des types d'habitat des Amérindiens ; le tipi s'avère une tente de forme conique, constituée de perches généralement recouvertes de peaux d'animaux abattus[1].

Le toponyme rivière Sakami a été officialisé le 5 décembre 1968 à la Banque des noms de lieux de la Commission de toponymie du Québec.